# Adrian Petit Coclico
Œuvres principales
Musica Reservata 
 Compendium musices
Adrian Petit Coclico, né en 1499 ou 1500 dans les Flandres et mort vers 1563 à Copenhague, est un compositeur flamand.
Sa carrière se déroule surtout en Allemagne (il vit successivement à Wittenberg, Francfort-sur-l'Oder, Stettin, Königsberg, Nuremberg et Wismar), puis, à partir de 1556, au Danemark. Il sert différents souverains comme le duc de Prusse puis Christian II de Danemark, compose des motets (Musica reservata) et publie un traité intitulé Compendium Musices.